# نويل كامبل
نويل كامبل (بالإنجليزية: Noel Campbell)‏ (11 ديسمبر 1949 بدبلن في جمهورية أيرلندا - 13 يونيو 2022) هو لاعب كرة قدم أيرلندي في مركز الوسط. شارك مع منتخب جمهورية أيرلندا لكرة القدم. أما مع النوادي، فقد لعب مع باتريك أتلتيك وفورتونا كولن ونادي شامروك روفرز.

## وصلات خارجية
- نويل كامبل على موقع قاعدة بيانات كرة القدم.إي يو (الإنجليزية)
- نويل كامبل على موقع بيانات كرة القدم. دي إي (الألمانية)
- نويل كامبل على موقع ناشيونال فوتبول تيمز (الإنجليزية)